# Elnet
Elnet (Mari: Элнет) is een roman geschreven door Sergej Tsjavajn. Het origineel is in de Mari taal geschreven. Hoewel Tsjavajn vier delen gepland had zijn alleen de eerste twee delen gepubliceerd in 1936 en 1937 en in een boek verwerkt. Sergej Tsjavajn kwam om voor de publicatie van het tweede deel. 
Het boek Elnet is een afspiegeling van Tsjavajns jeugd en geeft een encyclopedisch inzicht in het leven van het Mari volk. Moedertaal, tradities en de nationale geschiedenis vormen de basis van de thematiek van Tsjavajns werk. Na het twintigste partijcongres van 23 februari 1956 werden de werken van Tsjavajn opnieuw uitgegeven en werd onder andere Elnet naar het Russisch vertaald. Een Finse vertaling verscheen in 2008 aan de hand van Arto Moisio.

## Verhaal
Elnet beschrijft het verhaal van twee jonge mannen in het gebied rond de rivier de Elnet ten tijde van de revolutie in wat nu de autonome republiek Mari El is in Rusland. De twee jonge mannen Sakar en Grigor leven in een dorp waar de rijke bovenklasse bestaat uit Russen die neerkijken op de Mari die in hun ogen barbaars voorkomen. Naast een verhaal over revolutie is het ook een liefdesverhaal. Sakar werd verliefd op het meisje Tsjatsji en Grigor vond liefde in Tamara, de dochter van een rijke Russische landbeheerder. 
Tijdens een landverdeling kwamen de Mari boeren in opstand omdat ze de verdeling oneerlijk vonden en staken het huis van de landbeheerder in brand. Sakar was vlak van tevoren in vreselijke tegenspoed gevallen. Hij had zijn paard moeten offeren in de hoop dat dit offer zijn zieke moeder zou genezen. Zijn moeder werd niet beter, maar overleed kort na het offer. Sakar die door verdriet en woede het bos in gerend was kwam uit te midden van de opstandelingen die ondertussen door de politie uiteengedreven werden. Sakar en enkele andere werden opgepakt. 
Terwijl Sakar in de gevangenis zat, dwong Makar, de zoon van een Russische winkelier, Tsjatsji met hem te trouwen door Tjatsji's vader te chanteren. Op haar verlovingsfeest duwde Tsjatsji Makar van zich af die ongelukkig met zijn hoofd tegen een kist aan kwam. Gezien wat ze gedaan had, vluchtte Tsjatjsi naar Grigor die haar onder zijn hoede nam. Tijdens haar verblijf bij Grigor werden zij verliefd op elkaar. Toen Sakar, die nog steeds gevangen was naar een andere locatie werd verplaatst wist hij te ontsnappen en terug te keren naar zijn dorp, waar al snel het woord rondging dat hij terug was, dat ook de politie wederom bereikte waardoor Sakar niet lang van zijn vrijheid genieten kon. 
Toen de Eerste Wereldoorlog uitbrak, moesten de mannen in het dorp zich melden om het leger in te gaan. Makars vader wilde niet dat zijn zoon het leger in ging en liet Sakar inlijven onder de naam Makar. Sakar, die geen Russisch sprak kon niet duidelijk maken dat hij Makar niet was. 
Omdat Makar nog steeds achter Tsjatsji aanzat en valse documenten had gemaakt die stelden dat Tsjatsji al met Makar getrouwd was, zag Grigor nog maar één oplossing voor hun problemen en hij schoot Makar dood. Hij werd veroordeeld tot tien jaar gevangenis. 
Aan het front werd Sakar gevangengenomen door de Duitsers en kwam in een concentratiekamp terecht. Tijdens zijn verblijf in het kamp brak de revolutie uit in Rusland en werd de keizer afgezet. Dit betekende voor Grigor zijn vrijlating en hij kon terug naar huis en naar zijn geliefde. Uiteindelijk kwam Sakar ook vrij toen de oorlog afgelopen was.

## Hoofdpersonages
- Sakar Jeprem is een jonge ongeletterde jager. Hij heeft enkele schulden bij de Russische winkeleigenaar Osyp Tsjutzgan die hij af lost door dierhuiden te leveren als afbetaling. Hij woont alleen met zijn zieke moeder.
- Grigor Petrovitsj is een leraar van de lokale school. Hij geeft les in het Mari en leert zijn leerlingen over onder andere de Mari geschiedenis. Als een inspectie langskomt wordt hem verzocht om zijn lessen voortaan in het Russisch te doen en geen Mari geschiedenis meer te geven omdat de Mari geen geschiedenis zouden hebben. Grigor speelt viool en schrijft patriottische gedichten.